# 馬何羅
馬 何羅（ば から、? - 紀元前88年）は、前漢の人。右扶風茂陵県の人。重合侯馬通の兄。

## 略歴
弟の馬通は戾太子劉拠の乱（巫蠱の禍）の際に戾太子の将となった如侯を捕らえた功績で重合侯に封じられた。
また馬何羅は江充と仲が良かったが、戾太子が江充との確執の末に反乱を起こし、後に武帝が戾太子の冤罪を知り江充の宗族を誅殺すると、馬何羅・馬通は禍が自分たちにも及ぶのではないかと恐れるようになり、反逆を企むようになった。
後元元年（紀元前88年）、侍中の金日磾は馬何羅らの様子がおかしいことに気づいて彼らの動向を見張ったため、馬何羅らも反逆を実行することがなかなかできなかった。
しかしある日、金日磾が病臥した際、馬何羅・馬通および弟の馬安成が計画を実行し、馬何羅は夜間に白刃を懐にして宮殿に忍び込んだ。金日磾は胸騒ぎを感じて調べに行ったところ馬何羅に出くわし、馬何羅に抱きついて「馬何羅が反逆した」と叫んだ。武帝は目覚め、左右の近臣は剣を抜いて戦おうとしたが金日磾を傷つけることを恐れて手出しできなかった。金日磾は馬何羅の髪をつかんで投げ飛ばしたので、馬何羅を捕らえることが出来た。
馬通は徳侯景建や当時の衛尉と共謀して兵を挙げようとしたが、失敗し上官桀に捕らえられた。
その後、馬何羅・馬通とも処刑された。

## 姓について
馬何羅の姓について、『史記』建元以来侯者年表では「馬何羅」と記され、『後漢書』馬援伝でも馬援の曾祖父が通でその兄が何羅とされており、姓が馬であったことは明らかであるが、『漢書』武帝紀や金日磾伝では「莽何羅」と記されている。
これについて、『漢書』武帝紀顔師古注引孟康説によると、後漢の明帝の馬皇后（馬援の娘）が先祖である馬通の反逆を隠蔽するために「莽」と姓を変えさせたのだと説明されている。